# Gotō
Gotō (五島市, Gotō-shi) és una ciutat de la prefectura de Nagasaki, al Japó.
El febrer de 2016 tenia una població estimada de 38.871 habitants. Té una àrea total de 420,81 km².

## Geografia
Gotō comrpèn la meitat sud-est de les illes de Gotō al mar oriental de la Xina, 100 quilòmetres de Nagasaki. La ciutat està formada per 11 illes habitades i 52 illes desèrtiques. Les tres illes principals de la ciutat són l'illa de Fukue, l'illa de Hisaka i l'illa de Naru.

## Història
Gotō fou establerta l'1 d'agost de 2004 com a resultat de la fusió de les ciutats de Fukue i els pobles de Kishiku, Miiraku, Naru, Tamanoura i Tomie (tots del districte de Minamimatsuura).